# 仁川大学
仁川大學（韓語：인천대학교）位於韓國港口城市仁川的延寿区松岛国际都市，成立於1979年。

## 外部連結
- 仁川大學網址 （页面存档备份，存于）